# Daihatsu
Daihatsu Motor Co., Ltd. (ダイハツ工業株式会社, Daihatsu Kōgyō Kabushiki-gaisha) é uma montadora japonesa especializada em veículos de porte mini (kei jidosha) e compacto. Em 1999 teve seu controle acionário (51.2%) comprado pela Toyota. O nome "Daihatsu" é uma combinação do primeiro kanji para Osaka (大) e o primeiro da palavra "mecanismo de fábrica" (発动机制造, hatsudōki seizō?), quando juntos eles são pronunciados "Dai hatsu".
A Daihatsu foi formada em 1951 como sucessora da Hatsudoki e em 1960 começou a exportar automóveis para a Europa. Em fevereiro de 1992 começou a exportar carros para a América do Norte e de 1994 a 1999 exportou para o Brasil os modelos Terios e o Cuore. Com a alta da moeda americana e a crise asiática, a marca deixou de exportar para o Brasil.

## Veículos

### Cuore
O Cuore é um Kei car comercializado como Daihatsu Mira no Japão e como Daihatsu Domino ou Daihatsu Charade em outros mercados. Em dezembro de 2006 foi lançada a sétima geração do veículo no Japão que passou a oferecer versões com transmissão continuamente variável (Câmbio CVT).

### Move
O Move recebeu o prêmio Special Achievement Award por ter um dispositivo que ajuda idosos e pessoas com necessidades especiais a entrar e sair do veículo.

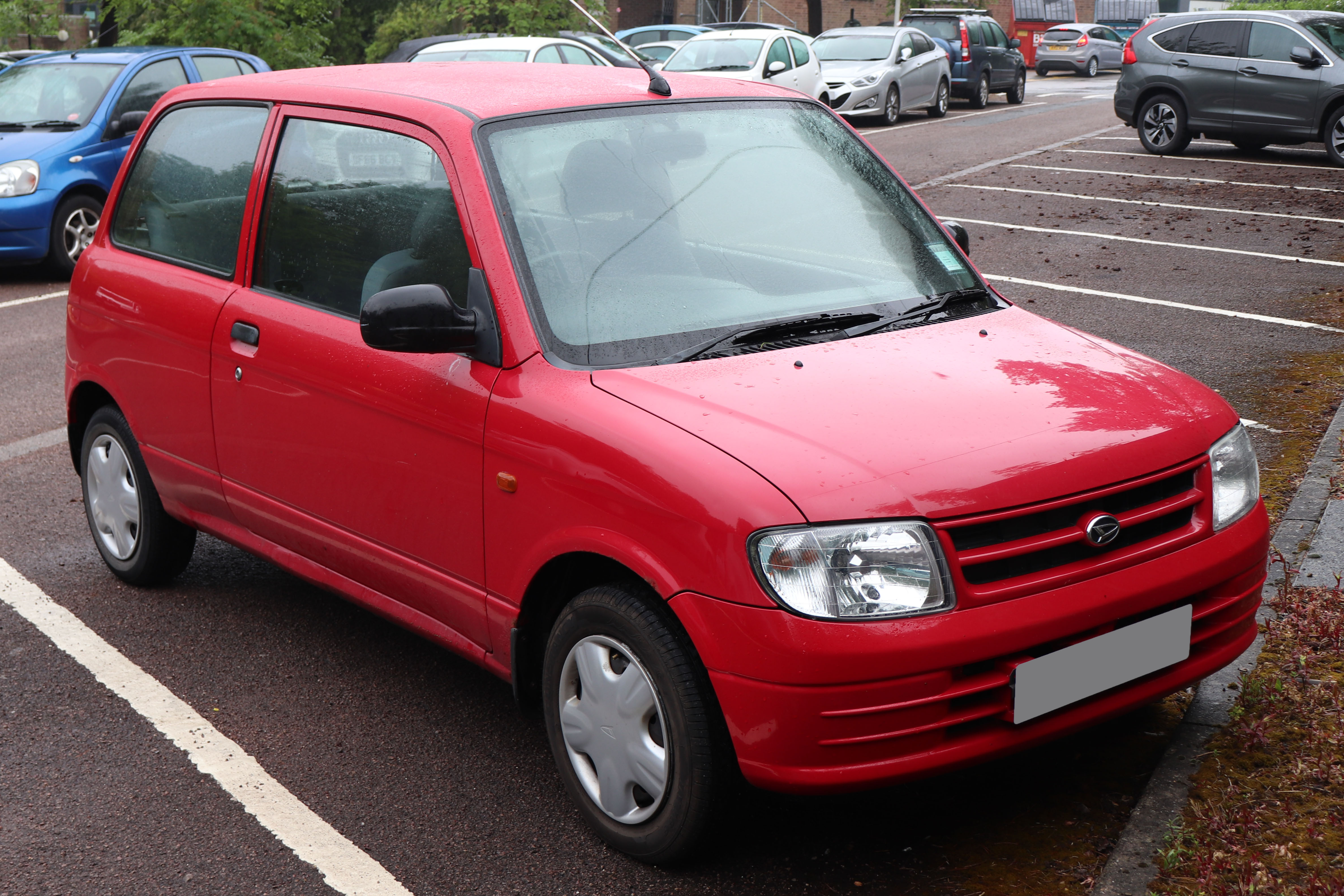
Cuore
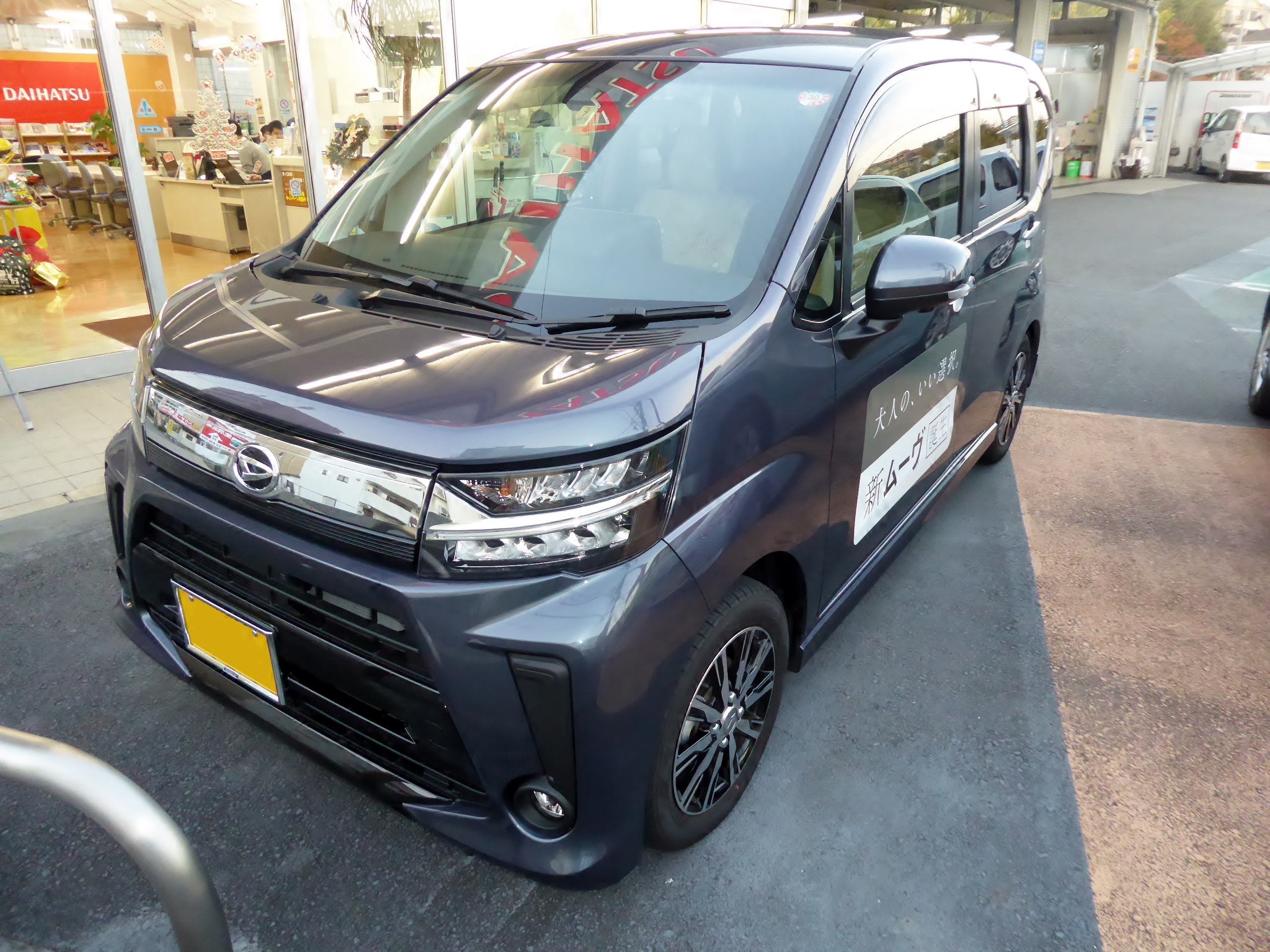
Move